# Нарзын
Нарзын (абх. Нардзын), до 1990-х годов (и в настоящее время в Грузии) Хумушкури (груз. ხუმუშქური) — село в Абхазии, в Гулрыпшском районе частично признанной Республики Абхазия, согласно административному делению Грузии — в Гульрипшском муниципалитете Абхазской Автономной Республики, недалеко от долины реки Кодор.

## Население
В 1959 году в селе Хумушкури (Ганахлебского сельсовета) жило 44 человека, в основном грузины (в Ганахлебском сельсовете в целом — 1665 человек, в основном грузины и армяне). В 1989 году в селе жило 69 человек, в основном грузины.